# Pedrococcus madagascariensis
Pedrococcus madagascariensis är en insektsart som beskrevs av Mamet 1954. Pedrococcus madagascariensis ingår i släktet Pedrococcus och familjen ullsköldlöss.
Artens utbredningsområde är Madagaskar. Inga underarter finns listade i Catalogue of Life.